# Дворцы Варшавы

Знак объектов культурного наследия Польши

Дворцы Варшавы — парадные резиденции в Варшаве, столице Польши. Исторический центр Варшавы, к которому относятся представленные дворцы, является объектом Всемирного наследия ЮНЕСКО. Многие дворцы представляют явную культурную ценность и защищаются государством.
Появление дворцов неразрывно связано со становлением Варшавы, как столицы страны. История Варшавы, как столицы Польши начинается в 1569 году, когда сюда переехал Польский сейм. В 1596 в связи с переводом из Кракова суда Сигизмундом III Вазой, Варшава стала столицей Речи Посполитой и одновременно домом Польской короны. С тех пор город не переставал быть столицей, из-за чего в Варшаве немало резиденций правителей страны. Одним из таких был королевский дворец, перестроенный Варшавский замок. Большинство дворцов было построено на рубеже XVIII и XIX веков.
В результате Второй мировой войны многие резиденции были буквально стёрты с лица земли. Однако кропотливый труд реставраторов помог восстановить памятники архитектуры.

## Сохранившиеся ансамбли

### Замковая площадь
Замковая площадь (пол. Plac Zamkowy) — площадь в самом центре Варшавы. Здесь расположено много памятников культуры, в том числе и Королевский дворец. Разрушена во время войны; после войны все строения на площади были восстановлены.
Мазовия выделилась в отдельное герцогство в 1207. Центром мазовецкой земли выступила Варшава. Первые упоминания о главном укреплении и одновременно княжеской резиденции города — Варшавском замке относятся к 1313 году. В 1598—1618 годах на месте замка был построен Королевский дворец. Впоследствии он неоднократно повреждался и перестраивался, оформившись к 1988 году в значительный историко-архитектурный ансамбль.

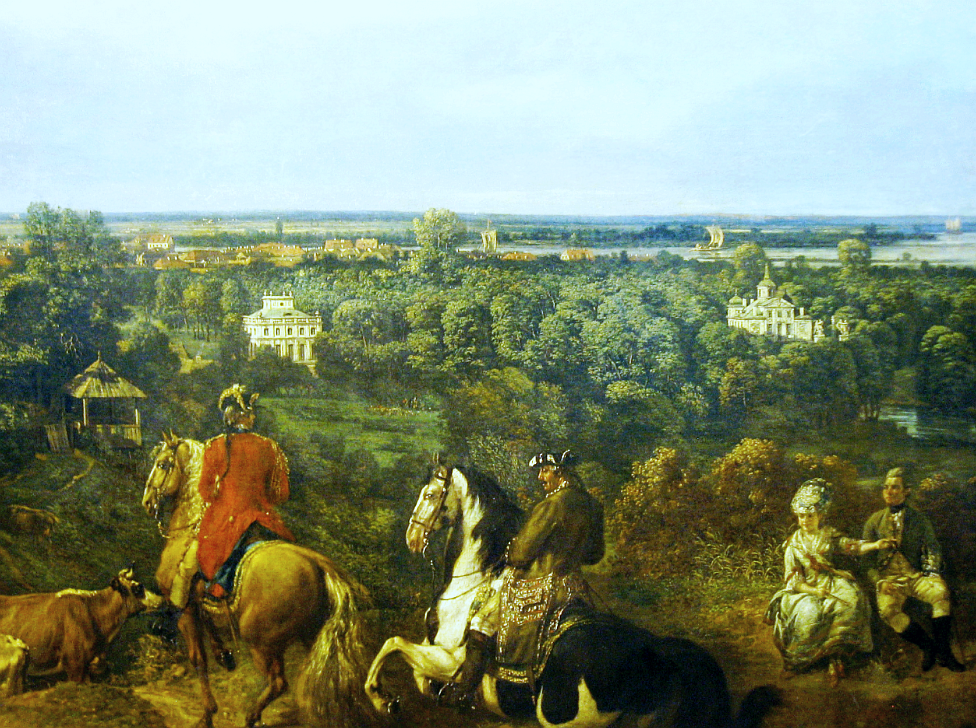
Лазенковский парк в 1775

| Название                                              | Изображение | Данные | Местоположение                                      |
| ----------------------------------------------------- | ----------- | --- | --------------------------------------------------- |
| Королевский замок пол. Zamek Królewski w Warszawie    |             | Годы строительства: 1598—1618; 1971—1988 · Зодчий: Маттео Кастелли · Первый хозяин: Сигизмунд III · Архитектурный стиль: Раннее Барокко · Использование: музей · Последний хозяин: Игнацы Мосцицкий · Памятник культуры: регистрационный номер 620/2 от 1 июля 1965 года · - Медиафайлы по теме Королевский дворец на Викискладе | Замковая площадь, 4 52°08′43″ с. ш. 21°00′18″ в. д. |
| Дворец «под бляхой» пол. Pałac Pod Blachą w Warszawie |             | Годы строительства: 1720—1730 · Зодчий: Якуб Фонтана · Первый хозяин: Станислав Понятовский · Архитектурный стиль: Барокко · Использование: музей · Последний хозяин: Игнацы Мосцицкий · Памятник культуры: регистрационный номер 621 от 1 июля 1965 года · - Медиафайлы по теме Дворец «под бляхой» на Викискладе               | Замковая площадь, 2 52°08′42″ с. ш. 21°00′21″ в. д. |

### Лазенковский парк
Лазенковский королевский парк (пол. Park Łazienkowski) — дворцово-парковый ансамбль, принадлежавший в своё время польскому королю Станиславу Понятовскому. Основан князьями Любомирскими, потом выкуплен в казну новоиспечённым королём.
Поначалу в парке находился лишь ванный — Лазенковский дворец-павильон. С покупкой усадьбы Станиславом Понятовским дворец перестроили, началось оформление парка, как королевской резиденции. Построенные позже Бельведерский и Мыслевицкий, а также несколько изменённый Уяздовский дворцы окончательно сформировали ансамбль.
В настоящее время дворцы, павильоны и прочие сооружения парка объединены в музей. Стоит также отметить, что Лазенковский дворец также известен, как дворец на воде (пол. Pałac na Wodzie) и дворец на острове (пол. Pałac na Wyspie).
| Название                                           | Изображение | Данные | Местоположение                                        |
| -------------------------------------------------- | ----------- | --- | ----------------------------------------------------- |
| Лазенковский дворец пол. Pałac na Wyspie           |             | Годы строительства: 1784—1795 · Зодчий: Доменико Мерлини · Первый хозяин: Станислав Понятовский · Архитектурный стиль: ранний классицизм · Использование: музей · Последний хозяин: Станислав Понятовский · Памятник культуры: регистрационный номер 2/ 2 от 1 июля 1965 года · - Медиафайлы по теме Лазенковский дворец) на Викискладе                                                                          | Агрикола, 1 52°07′20″ с. ш. 21°12′29″ в. д.           |
| Мышлевицкий дворец пол. Pałac Myślewicki           |             | Годы строительства: 1775—1779 · Зодчий: Доменико Мерлини · Первый хозяин: Станислав Понятовский · Архитектурный стиль: ранний классицизм/рококо · Использование: музей · Последний хозяин: Станислав Понятовский · Памятник культуры: регистрационный номер 2/ 1 от 1 июля 1965 года · - Медиафайлы по теме Мыслевицкий дворец на Викискладе                                                                     | ул. 29 ноября, 5 52°07′32″ с. ш. 21°01′18″ в. д.      |
| Уяздовский замок пол. Zamek Ujazdowski w Warszawie |             | Годы строительства: 1659—1665; 1975 · Зодчий: Маттео Кастелли · Станислав Завадский · Первый хозяин: Сигизмунд III и Владислав IV · Архитектурный стиль: Позднее барокко — Ранний классицизм · Использование: Центр современного искусства · Последний хозяин: Станислав Понятовский · Памятник культуры: регистрационный номер 168/1 от 1 июля 1965 года · - Медиафайлы по теме Уяздовский дворец на Викискладе | Уяздовская аллея, 6 53°07′52″ с. ш. 21°00′54″ в. д.   |
| Бельведерский дворец пол. Belweder w Warszawie     |             | Годы строительства: 1824 · Зодчий: Якуб Кубицкий · Первый хозяин: Константин Павлович · Архитектурный стиль: Неоклассицизм · Использование: президентская резиденция · Нынешний хозяин: Бронислав Коморовский · Памятник культуры: регистрационный номер 13/2 · - Медиафайлы по теме Бельведерский дворец на Викискладе                                                                                          | ул. Бельведерская, 54 52°07′29″ с. ш. 21°00′50″ в. д. |

### Вилянув
Вилянув (пол. Wilanów) — дворцово-парковый ансамбль, бывшая парадная королевская резиденция, а теперь музей, расположенный в одноимённом варшавском районе.
Главным сооружением ансамбля считается, располагающийся в глубине сада Вилянувский дворец (также известный как Дворец в Вилянуве).
| Вилянувский дворец пол. Pałac w Wilanowie |  | Годы строительства: 1677—1698 · Зодчий: Августин Винсент Лоцци · Первый хозяин: Ян III Собеский · Архитектурный стиль: Барокко · Использование: музей · Последний хозяин: Станислав Костка Потоцкий · Памятник культуры: регистрационный номер 639/4 и 639/8; 692/2 от 1 июля 1965 года и 1 января 1973 года · - Медиафайлы по теме Вилянувский дворец на Викискладе | Станислава Костка Потоцкого улица, 1 52°54′20″ с. ш. 21°30′09″ в. д. |

### Краковское предместье
Краковское предместье (пол. Krakowskie Przedmieście) — пешеходный парадный проспект в центре Варшавы. При протяжённости в 1 километр, на нём сосредоточено немало памятников архитектуры и истории, включая парадные резиденции.
| Название                                                | Изображение | Данные | Местоположение                                              |
| ------------------------------------------------------- | ----------- | --- | ----------------------------------------------------------- |
| Президентский дворец пол. Pałac_Prezydencki w Warszawie |             | Годы строительства: 1818—1820 · Зодчий: Кристиан Пётр Айгнер · Первый хозяин: Станислав Конецпольский · Архитектурный стиль: Неоклассицизм · Использование: президентская резиденция · Нынешний хозяин: Бронислав Коморовский · Памятник культуры: регистрационный номер 247 от 1 июля 1965 года · - Медиафайлы по теме Президентский дворец на Викискладе | Краковское предместье 46/48 52°07′24″ с. ш. 21°00′21″ в. д. |
| Казимировский дворец пол. Pałac Kazimierzowski          |             | Годы строительства: 1637—1641 · Зодчий: Доменико Мерлини · Первый хозяин: Владислав IV · Архитектурный стиль: изначально Барокко, затем Классицизм · Использование: Варшавский университет · Последний хозяин: Август Сильный · - Медиафайлы по теме Казимировский дворец на Викискладе                                                                    | Краковское предместье 26/28                                 |
| Дворец Тышкевичей пол. Pałac Tyszkiewiczów w Warszawie  |             | Годы строительства: 1785—1792 · Зодчий: Ян Кристиан Камзетцер · Первый хозяин: Людвик Тышкевич · Архитектурный стиль: Классицизм · Использование: Варшавский университет · - Медиафайлы по теме Дворец Тышкевичей на Викискладе | Краковское предместье 32 52°14′26″ с. ш. 21°01′02″ в. д.    |
| Дворец Потоцких пол. Pałac Potockich w Warszawie        |             | Годы строительства: 1693—1766 · Зодчий: Шимон Богумил Цуг · Архитектурный стиль: Барокко · Использование: Министерство Культуры · - Медиафайлы по теме Дворец Потоцких на Викискладе | Краковское предместье 15                                    |
| Дворец Чапских пол. Pałac Czapskich                     |             | Годы строительства: 1677—1683 · Зодчий: Тильман ван Гамерен · Архитектурный стиль: рококо · Использование: Варшавская академия изобразительных искусств · - Медиафайлы по теме Дворец Чапских на Викискладе | Краковское предместье 5 52°08′32″ с. ш. 21°00′21″ в. д.     |
| Дворец Весселей пол. Pałac Wesslów                      |             | Годы строительства: 1762 · Зодчий: Александр Ян Войде · Первый хозяин: архиепископ Антоний Казимир Островский · Архитектурный стиль: неоренессанс · Использование: Здание прокуратуры и институт права · - Медиафайлы по теме Дворец Весслов на Викискладе                                                                                                 | Краковское предместье 25                                    |
| Дворец Уруских пол. Pałac Uruskich                      |             | Годы строительства: 1844—1847 · Зодчий: Анджей Голонский · Первый хозяин: Северин Уруский · Архитектурный стиль: неоренессанс · Использование: Геологический факультет Варшавского университета · Памятник культуры: регистрационный номер 244 от 1 августа 1965 года · - Медиафайлы по теме Дворец Уруских на Викискладе                                  | Краковское предместье 30 52°08′33″ с. ш. 21°00′36″ в. д.    |

### Уяздовская аллея
| Название                                                               | Изображение | Данные | Местоположение         |
| ---------------------------------------------------------------------- | ----------- | --- | ---------------------- |
| Дворец Шлешинских и Йозефа Фокса пол. Pałacyk Śleszyńskich w Warszawie |             | Годы строительства: 1826; 1947 Зодчий: Антонио Корацци Первый хозяин: Станислав Шлешинский Архитектурный стиль: классицизм Использование: Сербское посольство Памятник культуры: регистрационный номер 596 от 1 июля 1965 года | Уяздовская аллея 25    |
| Дворец Лещинских и Йозефа Фокса пол. Pałacyk Leszczyńskich             |             | Годы строительства: 1826 Зодчий: Антонио Корацци Архитектурный стиль: поздний классицизм Использование: сначала югославское, потом сербское посольство                                                                         | Уяздовская аллея 23/25 |

- См. Уяздовская аллея

### Остальные дворцы
| Название                                                                                     | Изображение | История |
| -------------------------------------------------------------------------------------------- | ----------- | --- |
| Дворец Острожских пол. Zamek Ostrogskich w Warszawie 52°08′28″ с. ш. 21°00′44″ в. д.         |             | Годы строительства: 1620—1681 · Зодчий: Тильман ван Гамерен · Первый хозяин: Ян Гнинский · Архитектурный стиль: Раннее Барокко · Использование: музей · Памятник культуры: регистрационный номер 581 от 1 июля 1965 года · - Медиафайлы по теме Дворец Острожских на Викискладе                                                    |
| Дворец Сапег пол. Pałac Sapiehów 52°09′05″ с. ш. 21°00′09″ в. д.                             |             | Годы строительства: 1731—1746 · Зодчий: Иоганн Зигмунд Дебель · Первый хозяин: Ян Фредерик Сапега · Архитектурный стиль: Барокко · Использование: Высшая школа · - Медиафайлы по теме Дворец Сапег на Викискладе |
| Дворец Браницких пол. Pałac Branickich 52°14′49″ с. ш. 21°00′41″ в. д.                       |             | Годы строительства: 1740—1753 · Зодчий: Иоганн Зигмунд Дебель · Первый хозяин: Ян Клеменс Браницкий · Архитектурный стиль: рококо · Использование: Администрация Варшавы · Памятник культуры: регистрационный номер 436/1 от 1 июля 1965 года · - Медиафайлы по теме Дворец Браницких на Викискладе                                |
| Дворец Красиньских пол. Pałac Krasińskich 52°14′57″ с. ш. 21°00′14″ в. д.                    |             | Годы строительства: 1677—1695 · Зодчий: Тильман ван Гамерен · Первый хозяин: Ян Доброгост Красинский · Архитектурный стиль: Барокко · Использование: Национальная Библиотека Польши · Памятник культуры: регистрационный номер 256/2 от 1 августа 1965 года · - Медиафайлы по теме Дворец Красинских на Викискладе                 |
| Дворец Пребендовских пол. Pałac Przebendowskich 52°08′40″ с. ш. 21°00′06″ в. д.              |             | Годы строительства: 1762 Зодчий:? Архитектурный стиль: рококо Использование: Кинотеатр |
| Дворец Замойских пол. Pałac Zamoyskich                                                       |             | Годы строительства: 1667; 1744 · Зодчий: Шимон Богумил Цуг · Первый хозяин: Ян Велёпольский · Архитектурный стиль: неоренессанс · Использование: Научные институты · Памятник культуры: регистрационный номер 362 от 1 июля 1965 года · - Медиафайлы по теме Дворец Замойских на Викискладе                                        |
| Дворец Шустра пол. Pałac Szustra                                                             |             | Годы строительства: 1772—1775; 1845 · Зодчий: Анджей Голонский · Первый хозяин: архиепископ Антоний Казимир Островский · Архитектурный стиль: неоренессанс · Использование: Здание прокуратуры и институт права · - Медиафайлы по теме Дворец Шустра на Викискладе                                                                 |
| Дворец Шленкеров пол. Pałac Szlenkierów 52°08′29″ с. ш. 21°00′13″ в. д.                      |             | Годы строительства: 1881—1883 Зодчий: Витольд Ланци Первый хозяин: Кароль Ян Шленкер Архитектурный стиль: неоренессанс Использование: Итальянское посольство Памятник культуры: регистрационный номер 657 от 1 июля 1965 года |
| Дворец Сташица пол. Pałac Staszica 52°08′29″ с. ш. 21°00′38″ в. д.                           |             | Годы строительства: 1820—1823, 1924—1926, 1947—1950 · Зодчий: Антонио Корацци · Первый хозяин: Станислав Сташиц · Архитектурный стиль: классицизм · Использование: Польская академия наук · Памятник культуры: регистрационный номер 370 от 1 июля 1965 года · - Медиафайлы по теме Дворец Шустра на Викискладе                    |
| Дворец под четырьмя ветрами пол. Pałac pod Czterema Wiatrami 52°08′42″ с. ш. 21°00′01″ в. д. |             | Годы строительства: 1980, 1769—1780, 1949—1951 · Зодчий: Тильман ван Гамерен и Шимон Богумил Цуг · Первый хозяин: Станислав Кляйнпольт · Архитектурный стиль: рококо · Использование: офисы ВОЗ · Памятник культуры: регистрационный номер 85 от 1 июля 1960 года · - Медиафайлы по теме Дворец под Четырьмя Ветрами на Викискладе |

## Гражданские дворцы
Следующие здания получили звание дворцов за свою монументальность или в знак важности данного строения среди остальных подобных.
| Название                                      | Изображение | Данные | Местоположение                                | Ссылки |
| --------------------------------------------- | ----------- | --- | --------------------------------------------- | ------ |
|                                               |             | |                                               |        |
| Дворец культуры и науки Pałac Kultury i Nauki |             | Годы строительства: 1952—1955 · Зодчий: Лев Руднев · Архитектурный стиль: · Использование: · Памятник культуры: регистрационный номер 103/107 от 2 февраля 2007 года · - Медиафайлы по теме Дворец культуры и науки на Викискладе | plac Defilad 152°13′54″ с. ш. 21°00′22″ в. д. |        |

## Остальное
| Название                                              | Изображение | Данные | Местоположение                                     | Ссылки |
| ----------------------------------------------------- | ----------- | ------ | -------------------------------------------------- | ------ |
|                                                       |             |        |                                                    |        |
| Дворец Бадени (Варшава) pl:Pałac Badenich w Warszawie |             |        | Placu Krasińskich 352°14′56″ с. ш. 21°00′18″ в. д. | [ 42 ] |

- Белый дворец на Фраскате — pl:Biały Pałacyk na Frascati
- Дворец Бернацких — pl:Pałacyk Biernackich
- Дворец краковских епископов — Pałac Biskupów Krakowskich w Warszawie
- Дворец Бланка — Pałac Blanka
- Дворец Богуславского (Варшава) — pl:Pałac Bogusławskiego w Warszawie
- Дворец Борхов — Pałac Borchów w Warszawie
- Дворец Бжозовских (Варшава) — pl:Pałac Brzozowskich w Warszawie
- Дворец Брюля (Варшава) —  pl:Pałac Brühla w Warszawie
- Дворец Брюля (Млочины) — pl:Pałac Brühla na Młocinach
- Голубой дворец (Варшава) — pl:Pałac Błękitny w Warszawie
- Дворец Ходкевичей (Варшава) — pl:Pałac Chodkiewiczów w Warszawie
- Дворец Дембинских (Варшава) — pl:Pałac Dembińskich w Warszawie
- Дворец Дзялинских (Варшава) — pl:Pałac Działyńskich w Warszawie
- Дворец Джевульских (Варшава) — pl:Pałacyk Dziewulskich w Warszawie
- Эрмитаж (Варшава) — pl:Ermitaż w Warszawie
- Дворец Головчица — pl:Pałac Hołowczyca
- Дворец Яблоновских — Pałac Jabłonowskich w Warszawie
- Дворец Янашей (Варшава) — pl:Pałac Janaszów w Warszawie
- Дворец под Артишоком (Варшава) — pl:Pałac pod Karczochem w Warszawie
- Дворец Казановских (Варшава) — pl:Pałac Kazanowskich w Warszawie
- Дворец правительственной комиссии и казначейства — Pałac Komisji Rządowej Przychodu i Skarbu w Warszawie
- Дворец Коссаковских (Варшава) — pl:Pałac Kossakowskich w Warszawie
- Дворец Красинских (Урсинов) — pl:Pałac Krasińskich na Ursynowie
- Дворец Круликарня — Królikarnia
- Дворец Любомирских (Варшава) — pl:Pałac Lubomirskich w Warszawie
- Дворец Малаховских (Варшава) — Pałac Małachowskich w Warszawie
- Дворец Михлера — pl:Pałacyk Michlera
- Дворец Министерства Финансов (Варшава) — pl:Pałac Ministra Skarbu w Warszawie
- Дворец Мнишков (Варшава) — pl:Pałac Mniszchów w Warszawie
- Дворец Мостовских — Pałac Mostowskich
- Дворец Мостовских (Тархомин) — pl:Pałac Mostowskich w Tarchominie
- Дворец Млодзеёвских — Pałac Młodziejowskich w Warszawie
- Натолинский парк — Zespół pałacowo-parkowy w Natolinie
- Дворец Паца — Радзивиллов — Pałac Paca-Radziwiłłów w Warszawie
- Дворец Мостовских — Pałac Mostowskich w Warszawie
- Дворец примаса (Варшава) — Pałac Prymasowski w Warszawie
- Дворец Пзездзецких — pl:Pałac Przezdzieckich
- Дворец Рачинских (Варшава) — pl:Pałac Raczyńskich w Warszawie
- Дворец Марии Любомирской—Радзивилл (Варшава) — pl:Pałacyk Marii z Lubomirskich Radziwiłłowej w Warszawie
- Дворец Вильгельма Эллиса Рау (Варшава) — pl:Pałacyk Wilhelma Ellisa Raua w Warszawie
- Дворец Рембелинского (Варшава) — pl:Pałacyk Rembielińskiego w Warszawie
- Дворец Русецкого (Варшава) — pl:Pałacyk Rusieckiego w Warszawie
- Дворец Сангушко (Варшава) — pl:Pałacyk Sanguszków w Warszawie
- Саксонский дворец — pl:Pałac Saski
- Дворец Сераковского — pl:Pałac Sierakowskiego
- Дворец Сикорского — pl:Pałacyk Sikorskiego
- Дворец Собаньских (Варшава) — pl:Pałac Sobańskich w Warszawie
- Дворец Симоновичей (Варшава) — pl:Pałac Symonowiczów w Warszawie
- Дворец Шанявских (Варшава) — pl:Pałac Szaniawskich w Warszawie
- Дворец Велопольских (Варшава) — pl:Pałacyk Wielopolskich w Warszawie
- Дворец Константина Замойского — Pałac Konstantego Zamoyskiego w Warszawie

## Комментарии
1. ↑  Президентский дворец также известен как дворец Конецпольских, Радзивиллов или Любомирских, а также как дворец наместника (пол. Pałac Namiestnikowski).
2. ↑  Казимировский дворец также известен как кадетский дворец (пол. Pałac Kadetów).
3. ↑  Дворец Тышкевичей также известен как дворец Тышкевичей-Потоцких.
4. ↑  Дворец Потоцких также известен как дворец Чарторыйских или Оссолинских.
5. ↑  Дворец Чапских также известен как дворец Красинских или Рачинских.
6. ↑  Дворец Весслов также известен как дворец Островских.
7. ↑  Дворец Уруских также известен как дворец Четвертинских.
8. ↑  Дворец Лещинских также известен как Вилла Гавронских.